# ويليام بي. هايز
ويليام بي. هايز (بالإنجليزية: William B. Hays)‏ هو سياسي أمريكي، ولد في 12 يناير 1844، وتوفي في 16 سبتمبر 1912. انتخب عمدة بيتسبرغ ( – 2 أبريل 1906).